# Plebeiogryllus retiregularis
Plebeiogryllus retiregularis is een rechtvleugelig insect uit de familie krekels (Gryllidae). De wetenschappelijke naam van deze soort is voor het eerst geldig gepubliceerd in 2000 door Saeed, Saeed & Yousuf.